# Poisson cru
Cette liste présente les plats dont l'un des principaux ingrédients est le poisson consommé cru.  

## Liste

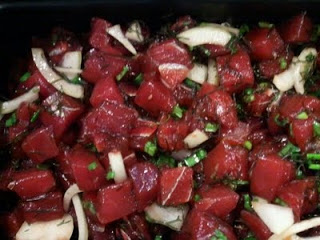
Ahi poke.

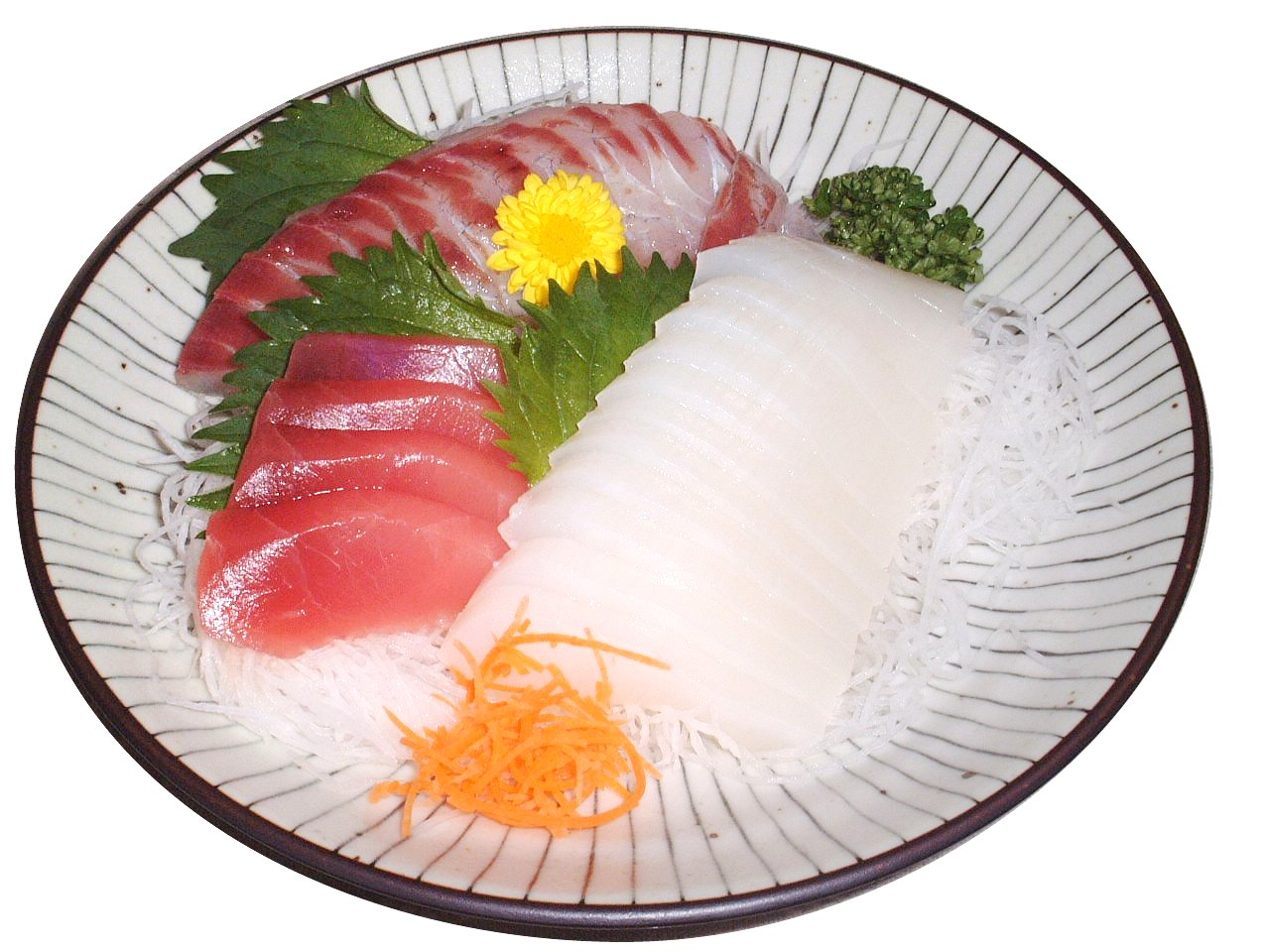
Sashimi.

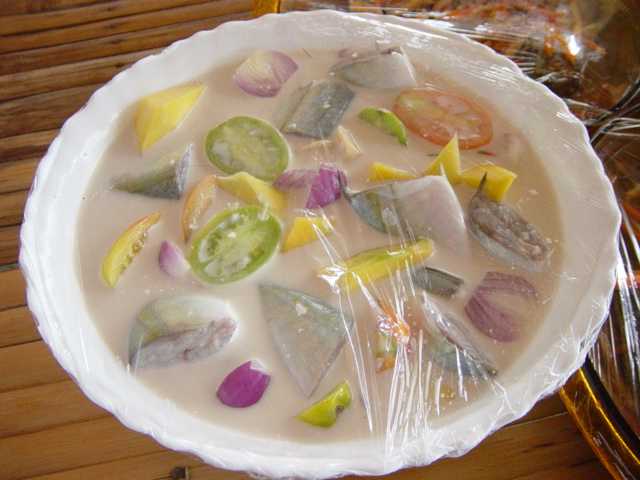
Kinilaw.

- Le carpaccio, plat d'origine piémontaise (carne cruda all'albese) créé sous ce nom en 1950 à Venise, préparé à l'origine à partir de viande bovine ou de gibier, est aujourd'hui souvent préparé à base de poisson (souvent du saumon, du thon ou de l'espadon).

- Le ceviche est un plat des pays latino-américains de la façade pacifique, préparé à base de poisson ou de fruits de mer.

- Le ei'a ot'a est un plat polynésien (dont différentes versions existent dans d'autres archipels du Pacifique) préparé à partir de la chair différents poissons, souvent du thon, de la dorade coryphène ou mahi-mahi ou de la bonite.

- Dans l’esqueixada catalane, le poisson (morue) est consommé sans autre traitement que le salage et le séchage.

- Dans la région des lacs de la vallée du Rift en Éthiopie, en particulier sur les bords du lac Awasa, on consomme sous le nom local de filito des filets crus de petits tilapias, arrosés de jus de citron et consommés avec des préparations épicées (piment rouge et vert, poivre noir, moutarde, cardamome, ail…).

- Le gravlax des pays scandinaves est préparé à base de saumon mariné et légèrement salé.

- Le gohu ikan indonésien est préparé à partir de thon ou de différents poissons de la sous-famille des Epinephelinae, dont la chair est marinée en utilisant notamment du sel et du jus de citron.

- Le hinava de Malaisie est préparé à partir de chair de poisson blanc marinée dans du jus de citron, du gingembre râpé, des échalotes émincées et le fruit du Mangifera pajang.

- Le hoe coréen consiste en tranches fines de poisson cru qu'on trempe dans de la sauce soja ou une sauce pimentée.

- Dans le kelaguen des îles Mariannes, le poisson marine dans du jus de citron, du lait de coco, des cébettes émincées et du piment.

- Aux Philippines, le kinilaw est préparé à partir de la chair de différents poissons (maquereau, thazard noir, espadon…), en utilisant du vinaigre (de noix de coco ou de canne à sucre) ou du jus de citron.

- Au Laos et en Thaïlande, le koi pla ou koi paa est préparé à base de poisson cru dans une sauce pimentée.

- Aux îles Fidji, le kokoda est un apéritif à base de chair de poisson blanc servie crue.

- À Hawaï, le poké, à l'origine à base de thon gras (aku en hawaïen) ou de poulpe cru, intègre fréquemment aujourd'hui du thon jaune (il est appelé dans ce cas ahi poke) ou du saumon, plus rarement d'autres poissons ou fruits de mer.

- Au Japon, le sashimi consiste en tranches fines de poissons ou de fruits de mer crus, consommés avec de la sauce soja et du wasabi. De nombreux autres plats de la cuisine japonaise, dont le sushi et ses nombreuses variantes, incluent du poisson cru.

- Le tartare, préparation à base de viande crue de thon, de saumon ou d'autres poissons est devenu à partir de la fin du XXe siècle un plat courant dans la cuisine dite continentale.